# Алабакуль
Алабакуль (тат. Алабакүл)— деревня в Ютазинском районе Республики Татарстан Российской Федерации. Входит в состав Дым-Тамакского сельского поселения.

## География
Деревня расположена на реке Дымка, в 12 километрах к юго-западу от посёлка городского типа Уруссу.

## Население
| 1859 | 1886 | 1897 | 1926 | 1938 | 1949 | 1958 | 1970 | 1979 | 1989 | 2000 | 2010 |
| ---- | ---- | ---- | ---- | ---- | ---- | ---- | ---- | ---- | ---- | ---- | ---- |
| 221  | 322  | 365  | 461  | 377  | 429  | 457  | 510  | 258  | 389  | 423  | 355  |

## Экономика
В деревне имеется кирпичный цех. Основное занятие населения – полеводство, скотоводство. 